# Società Adriatica di Elettricità

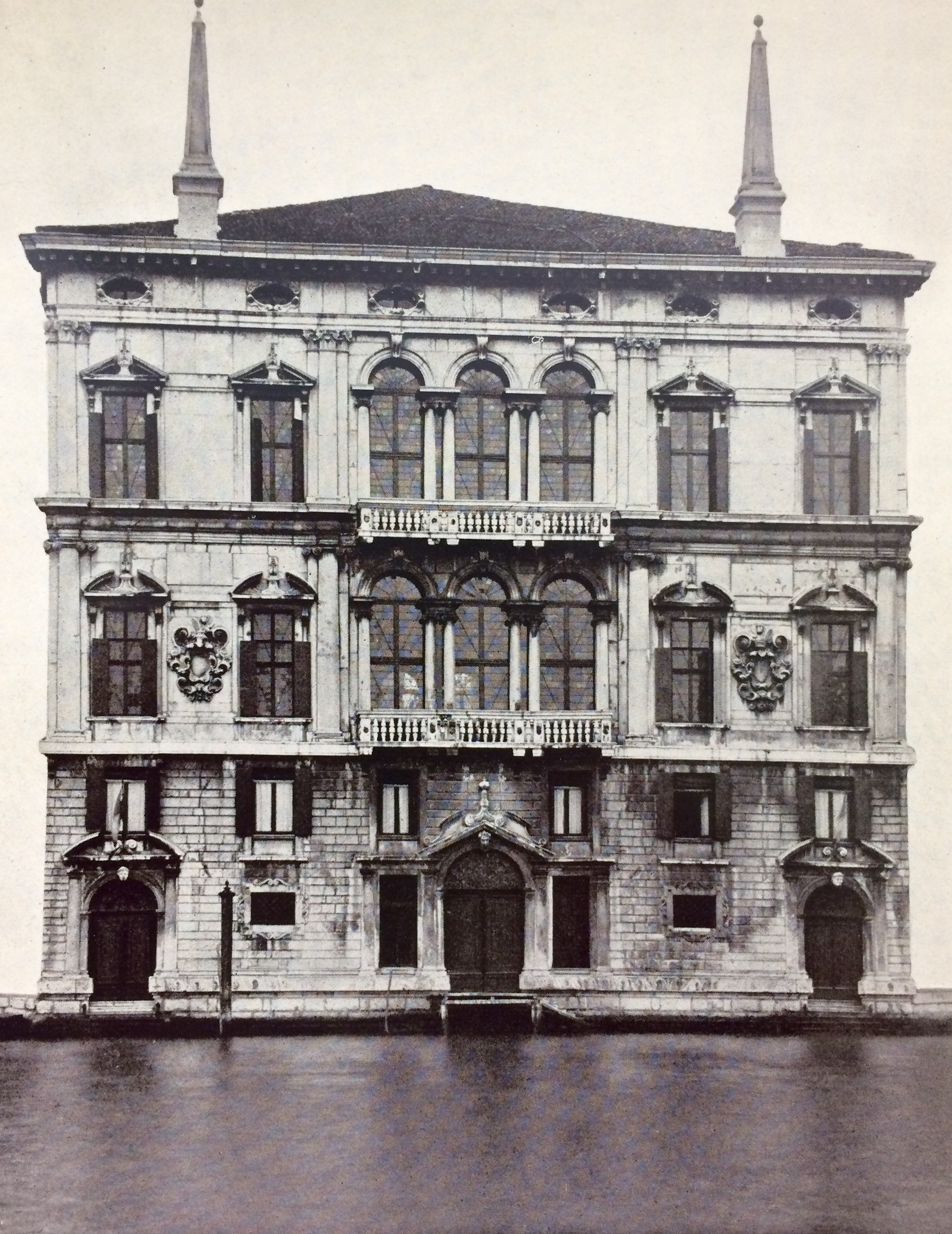
Palazzo Balbi in Venedig, ehemaliger Hauptsitz der SADE

Die Società Adriatica Di Elettricità, auch bekannt unter ihrem Akronym SADE, war ein italienisches Elektrizitätsversorgungsunternehmen und bildete die Basis des Strukturwandels Venetiens von der Landwirtschaft zur Industrie. 

## Geschichte
Das Unternehmen wurde am 31. Januar 1905 in Venedig von Giuseppe Volpi und Graf Ruggero Revedin gegründet „zur Errichtung und zum Betrieb von Anlagen zur Erzeugung, Übertragung und Verteilung von Elektrizität in Italien und im Ausland“.  Mitgründer Revedin fungierte bis 1910 in den ersten fünf Jahren als Präsident der Gesellschaft. Giuseppe Volpi wurde zunächst Geschäftsführer und ab 1912 für über 30 Jahre selbst Präsident. Das Gründungskapital betrug nur 300.000 Lire und war in 3000 Aktien zu je 100 Lire aufgeteilt. Es wurde bereits im November 1905 um fast das 15-fache auf 4.750.000 Lire erhöht. 
Hauptgeschäftssitz war der Palazzo Balbi in Venedig, den die Gesellschaft im Jahre 1925 erwarb und restaurieren und umgestalten ließ.
Innerhalb kurzer Zeit, gelang es der SADE eine Monopolstellung im  Bereich Wasserkraftwerke in Nordostitalien aufzubauen. Dazu trugen wesentlich die politischen und wirtschaftlichen Verflechtungen von Giuseppe Volpi bei, der unter anderem zwischen 1925 und 1928 italienischer Finanzminister unter der faschistischen Regierung Mussolini war. Ab 1911 wurden entlang des Piave und seinen Zuflüssen, wie dem Boite und Cordevole, zahlreiche wasserwirtschaftlichen Anlagen errichtet. Der natürliche Abfluss des Piave wurde dabei innerhalb weniger Jahre auf etwa die Hälfte reduziert. Das über den Lago di Santa Croce abgeleitete Wasser diente nicht nur der Elektrizitätsgewinnung, sondern wurde auch für die Bewässerung der landwirtschaftlichen Flächen in der venetianischen Tiefebene genutzt. Zu den großen Stromabnehmern gehörte das ebenfalls unter der Leitung von Volpi gegründete Industriegebiet Porto Marghera bei Venedig. Die SADE brachte Arbeit in die verarmten Täler. Zugleich regte sich aber auch Widerstand gegen die Enteignungen und das anmaßende Vorgehen des Unternehmens. Besonders deutlich wurde das präpotente Vorgehen der SADE im Projekt Vajont-Staumauer.
Mit dem Gesetz Nr. 1643 vom 6. Dezember 1962 wurden alle Elektrizitätsgesellschaften verstaatlicht und gingen in den Besitz der italienischen „nationalen Körperschaft für elektrische Energie“ Enel über.

## Präsidenten
- Ruggero Revedin (1905–1910)
- Amedeo Corinaldi (1910–1912)
- Giuseppe Volpi (1912–1943)
- Achille Gaggia (1943–1953)
- Vittorio Cini (1953–1962)